# طريق العودة الطويل (رواية)
طريق العودة الطويل هي إحدى روايات الروائية الأمريكية دانيال ستيل (بالإنجليزية The Long Road Home) وهي من الروايات الرومانسية.

## نبذة قصيرة
تدور أحداث الرواية عن فتاة قضت طفولة معذبة وتترك في رعاية الراهبات بعد انفصال والديها وتترعرع هناك وتقع في حب قس شاب يجد نفسه مخيرا بينها وبين اكمال حياته كرجل دين وتتفرغ للكتابة لتنسى آلامها وحبها.